# Майерс, Фредерик
Фре́дерик Уи́льям Ге́нри Ма́йерс (англ. Frederic William Henry Myers; 6 февраля 1843 года, Кесвик, Камберленд, Англия — 17 января 1901 года, Рим) — британский поэт, филолог, критик и эссеист; автор философских доктрин; активист первой волны спиритуализма и один из основателей Общества Психических исследований. Книга Майерса «Человеческая личность и её жизнь после смерти тела» (англ. Human Personality and Its Survival of Bodily Death), опубликованная в 1903 году (через два года после его смерти) считается[кем?] классикой спиритуалистской литературы.

## Биография
Фредерик Майерс родился 6 февраля 1843 года в Кесвике Камберленд, Англия в семье священника (ум. 1851). Имел двух младших братьев: Эрнест Джеймс Майерс (1844—1921) — поэт и переводчик, Артур Томас Майерс (1851—1894) — врач и спортсмен.
Окончил кембриджский Тринити-колледж (бакалавр, 1864), где учился с 1860 года. В 1864 году начал читать лекции по античности в Кембриджском университете.
В 1867 году он опубликовал свою первую поэму «St Paul» (Святой Павел), которая приобрела немалую популярность. За ней последовали два поэтических сборника, во второй из которых было включено стихотворение «The Renewal of Youth» (1882), ознаменовавшее, как считается, кульминацию его поэтического творчества.
К 1869 году Фредерик Майерс разочаровался в ортодоксальной христианской доктрине и утратил веру в существование посмертной жизни человеческого духа. Он признавался позже, что агностицизм и материализм действовали на него то как «…тупая боль, которую приходилось терпеть с безрадостным упорством, то как приступ паники, напоминающий тот, что является в ночном кошмаре, но приходящий солнечным днем».
Постепенно Майерс заинтересовался участившимися сообщениями о паранормальных явлениях. Не будучи психологом по образованию, он, тем не менее, создал собственную (и впоследствии признанную профессионалами) теорию «сублиминального я», а также сформулировал гипотезу, согласно которой телепатические способности состоят в полной гармонии с основными законами человеческого бытия. Именно Майерс ввёл термин «telepathy», который до него принято было называть «передачей мысли» (англ. thought transference). Американский психолог Шервуд Эдди отмечал, что Майерс в своих попытках исследовать подсознание (которое он называл «сублиминальным я») шел параллельно Фрейду и независимо от него. Разница состояла в том, что если Фрейд принял «атомарный» материализм, рассматривая философию всего лишь как совокупность методов рационализации и отвергая религию как мракобесие и мошенничество, то Майерс утверждал, что Вселенная управляется «сверхорганичными» силами; формой бытия, стоящей на высшей ступени по отношению к человечеству. Психические исследования он рассматривал как точку пересечения религии, философии и науки.
Интерес к психическим исследованиям появился у Майерса в 1870-х годах и вызван был сначала феноменом преподобного Стейнтона Мозеса, затем медиумизмом Леоноры Пайпер. В 1882 году, вместе с профессорами Барреттом и Сиджвиком, а также с Эдмундом Гёрни, он основал в Лондоне Общество психических исследований. Майерс был одним из первых участников Теософского общества, из которого вышел (предположительно) в 1886 году.
В 1886 году совместно с Гёрни и Фрэнком Подмором он опубликовал свою первую большую работу «Прижизненные призраки» (англ. Phantasms of the Living; рус. пер. А. Н. Аксакова «Прижизненные призраки и другие телепатические явления», СПб., 1893). Но действительно долгосрочный резонанс имела опубликованная посмертно книга «Human Personality and Its Survival of Bodily Death». В предисловии к ней Майерс отмечал:
В долгой истории постижения человеком окружающей среды и попыток его управлять собственной судьбой существует брешь - настолько очевидная в своей единственности, что самое упоминание о ней содержит в себе признаки парадокса. Тем не менее, можно совершенно точно утверждать, что человек никогда еще не применял методы современной науки к напрямую касающейся его проблеме: а именно, к вопросу о том, содержит ли его личность некий элемент, который смог бы продолжить существование  после смерти тела.
Оригинальный текст (англ.)In the long story of man’s endeavors to understand his own environment and to govern his own fate, there is one gap or omission so singular that its simple statement has the air of a paradox. Yet, it is strictly true to say that man has never yet applied the methods of modern science to the problem which most profoundly concerns him: whether or not his personality involves any element which can survive bodily death.
В своей книге Майерс исследовал множество тем: распад личности, гениальность, сон, гипнотизм, сенсорный автоматизм, видения умерших, моторный автоматизм, транс, одержимость и состояние экстаза. Олдос Хаксли в предисловии к изданию 1961 года писал:

В своей великой книге Майерс собрал воедино гигантские залежи информации о странных и часто удивительных процессах, происходящих в верхних этажах здания человеческой души. И эту информацию он представил в научных категориях, которые признают существование не только крыс и жуков, но также сокровенных сущностей и ангелов, которых игнорируют Фрейд и его последователи.
Отдавая Маерсу должное как поэту, Хаксли всё же рассматривал его прежде всего как ученого в классическом понимании этого слова; наблюдателя и философа платонической школы, который «считал себя вправе больше внимания уделять позитивным аспектам сублиминального я, нежели аспектам негативным и разрушительным».
На протяжении всех лет научных исследователей подсознания Майерс сохранил веру в то, что и после смерти человеческое сознание сохраняет свою индивидуальность. Более того, что — «…те, кто телепатически общались с нами в этом мире, продолжают телепатически общаться снами из иного мира».
Однажды, находясь в США, Майерс отправился плавать в реке Ниагара под самым водопадом. По свидетельству доктора Эдди, Майерс отдавал себе отчет в том, что подвергает себя смертельному риску, но будучи лишен страха смерти, рассматривал этот эксперимент как «радостное приключение».
Оливер Лодж в автобиографии «Минувшие годы» (англ. Past Years) писал, что Майерс обладал необычайным интересом к науке и необыкновенной памятью. Он знал наизусть «Энеиду», а лекции о поэтах (в частности, Дж. Краббе) читал без конспектов, наизусть цитируя обширные фрагменты сравнительно малоизвестных произведений. Именно Майерс, по словам Лоджа, сломил в нём остатки скептицизма и продемонстрировал ему логическую суть гипотезы о посмертной жизни человеческого сознания. «Он предоставил мне такие свидетельства, которые постепенно убедили меня в истинности его доктрины», — писал учёный. В дальнейшем Лодж признавался что не раз подвергал сомнению тот путь в исследованиях, который выбрал. Но каждый раз он напоминал себе, что если бы не это решение, его пути никогда бы не пересеклись с Майерсом.
Его сын Леопольд Хамильтон Майерс (1881—1944) стал известным писателем. Также имел дочь.

## Отзывы
Гарвардский профессор Уильям Джеймс писал: «Майерс навсегда останется в психологии первопроходцем, который исследовал широкий тракт области сознания, прежде покрытой мраком, и установил на ней флаг истинной науки». Сэр Оливер Лодж утверждал, что Майерс «…заложил основы космической философии, создав всеобъемлющую и научно обоснованную картину бытия, равной которой прежде не существовало». Теодор Флурнуа, профессор Женевского университета, считал, что имя Майерса должно стоять в одном ряду с именами Коперника и Дарвина в «триаде гениев», которые наиболее радикально революционизировали научную мысль. «Не будучи мистиком в привычном смысле этого слова, он обладал мистической верой и апостольской страстью в сочетании с остротой ума и логикой мудреца», — писал лауреат Нобелевской премии доктор Шарль Рише.

## Посмертные послания
Если верить последователям спиритуализма, интерес к главной теме своих исследований Майерс сохранил и после своей смерти в 1901 году. Считается, что именно его «дух» предоставил наиболее убедительное доказательство реальности посмертного существования разума — в виде очередной (и самой знаменитой в истории) «перекрестной переписки». Как утверждают исследователи, изучавшими этот феномен, Майерс после смерти начал передавать через четырех медиумов (включая Джеральдин Камминс и Леонору Пайпер), находившихся в разных частях света (Англии, США и Индии), сообщения, казавшиеся разрозненными и бессмысленными по отдельности, но приобретавшими связность в совокупности.
В своей книге «На пороге невидимого» (англ. On the Threshold of the Unseen) Барретт вспоминал о своем общении с «духом» Майерса, когда стихотворение последнего «Св. Павел» («St. Paul») было получено медиумом миссис Холланд, которая утверждала, что никогда прежде не читала его и даже не подозревала о его существовании. Барретт допускал мысль о том, что утверждение медиума можно поставить под сомнение, но отмечал, что невозможно было ни с чем спутать индивидуальный литературный стиль посланий Майерса.
Уильям Барретт приводит в качестве примера следующую сентенцию, полученную миссис Холланд от Майерса:
Предположить, что сам по себе акт смерти может открыть перед духом полную тайну смерти так же абсурдно, как предположить, что акт рождения способен открыть перед младенцем всю полноту тайны жизни. Я всё еще пробираюсь на ощупь, размышляю, сопоставляю. Каждому из нас опыт этот даётся по-своему. Недавно один из попавших сюда так и не смог поверить что умер: своё новое состояние он принял лишь как некую стадию в лечении его болезни. Оригинальный текст (англ.) To believe that the mere act of death enables a spirit to understand the whole mystery of death is as absurd as to imagine that the act of birth enables an infant to understand the whole mystery of life. I am still groping, surmising, conjecturing. The experience is different for each one of usвЂ¦One was here lately who could not believe he was dead; he accepted the new condition as a certain state in the treatment of his illness. 
Иэн Карри, автор книги «Вы не можете умереть: невероятные результаты столетнего изучения смерти» утверждает, что «географию страны мертвых» Майерс начал описывать лишь спустя 23 (земных) года после своей кончины. В «нижней» её области (согласно его описаниям) обитают духи, чье восхождение было по каким-либо причинам прервано: сюда относятся призраки и «бесы» (англ. possessing spirits). Состояние духа здесь «бессознательно» и напоминает коматозное. Большинство умерших, однако, быстро минуют эту стадию и поднимаются почти мгновенно к «нормальному» посмертному плану бытия. Впечатления самого Майерса от этой области оказались двойственными: с одной стороны он пришел в восторг о окружавших его красот, которые в полной мере соответствовали привычным человеческим представлениям о «рае». С другой стороны, открыв для себя новые, высшие области, он разочаровался в этих первых впечатлениях и стал называть этот первый уровень посмертного бытия «миром иллюзий» (англ. the plane of illusion).